# Гейт-Сіті (Вірджинія)
Гейт-Сіті (англ. Gate City) — місто (англ. town) в США, в окрузі Скотт штату Вірджинія. Населення — 2043 особи (2020).

## Географія
Гейт-Сіті розташований за координатами 36°38′40″ пн. ш. 82°34′48″ зх. д. / 36.64444° пн. ш. 82.58000° зх. д. (36.644557, -82.579902).  За даними Бюро перепису населення США в 2010 році місто мало площу 10,20 км², з яких 10,13 км² — суходіл та 0,08 км² — водойми.

## Демографія
Згідно з переписом 2010 року, у місті мешкали 2034 особи в 955 домогосподарствах у складі 561 родини. Густота населення становила 199 осіб/км².  Було 1087 помешкань (107/км²).
Расовий склад населення:
| - 95,0 % — білих - 3,0 % — чорних або афроамериканців - 0,5 % — корінних американців - 0,2 % — азіатів |

До двох чи більше рас належало 0,9 %. Частка іспаномовних становила 0,6 % від усіх жителів.
За віковим діапазоном населення розподілялося таким чином: 18,7 % — особи молодші 18 років, 59,5 % — особи у віці 18—64 років, 21,8 % — особи у віці 65 років та старші. Медіана віку мешканця становила 45,5 року. На 100 осіб жіночої статі у місті припадало 91,7 чоловіків;  на 100 жінок у віці від 18 років та старших — 85,5 чоловіків також старших 18 років.
Середній дохід на одне домашнє господарство  становив 51 099 доларів США (медіана — 34 722), а середній дохід на одну сім'ю — 62 537 доларів (медіана — 45 688). Медіана доходів становила 36 713 долари для чоловіків та 35 875 доларів для жінок. За межею бідності перебувало 25,2 % осіб, у тому числі 29,5 % дітей у віці до 18 років та 11,5 % осіб у віці 65 років та старших.
Цивільне працевлаштоване населення становило 902 особи. Основні галузі зайнятості: освіта, охорона здоров'я та соціальна допомога — 22,2 %, виробництво — 18,7 %, роздрібна торгівля — 11,5 %, мистецтво, розваги та відпочинок — 8,4 %.